# Anima (Romina Falconi)
Anima è un singolo della cantante italiana Romina Falconi, tratto dal suo primo album in studio Certi sogni si fanno attraverso un filo d'odio (2015).

## Il brano
Il brano è stato composto da Romina Falconi assieme a Stefano Maggiore, il quale ne ha curato la produzione presso il Keen Studio di Bologna. Falconi ha descritto Anima come una canzone passionale con un testo di stampo autobiografico. La cantautrice ha dichiarato, «[il brano] racconta la persona senza la quale mi sento persa. Ci sono persone che ti plasmano, ti fanno crescere ed io sono stata tirata su da una madre non tradizionale: tutta poligono e follie».
Anima è stato pubblicato il 30 ottobre 2015 dall'etichetta Freak & Chic come primo singolo estratto dall'album. Al momento della sua pubblicazione, il brano è entrato nella classifica MEI degli artisti indipendenti. Recensendo la canzone per All Music Italia, Federico Traversa ha affermato «Anima riesce a far collimare in modo convincente gli aspetti apparentemente più contraddittori dell’artista, sublimando una curiosa bipolarità in note che convince».